# Akshay Venkatesh
Akshay Venkatesh (Nuova Delhi, 21 novembre 1981) è un matematico indiano naturalizzato australiano.
Dal 15 agosto 2018 è professore presso la Scuola di Matematica dell'Institute for Advanced Study. I suoi interessi di ricerca riguardano i campi del conteggio, dei problemi di equidistribuzione nelle forme automorfe e della teoria dei numeri, in particolare la teoria delle rappresentazioni, gli spazi localmente simmetrici, la teoria ergodica e la topologia algebrica.
È l'unico australiano ad aver vinto medaglie sia alle Olimpiadi internazionali della fisica sia a quelle della matematica, cosa che ha fatto all'età di 12 anni.
Nel 2018 è stato insignito della Medaglia Fields per la sua sintesi di teoria analitica dei numeri, dinamica omogenea, topologia e teoria della rappresentazione. È il secondo australiano e la seconda persona di origine indiana a vincere la medaglia Fields. Nel 2020 ha fatto parte della giuria di Scienze matematiche per il Premio Infosys.

## Biografia
Nato a Delhi, in India, a due anni emigrò con la sua famiglia a Perth, in Australia Occidentale, dove frequentò lo Scotch College. Sua madre, Svetha, era una professoressa di informatica all'Università Deakin. Bambino prodigio, Venkatesh ha frequentato corsi di formazione extracurriculari per studenti dotati nel programma statale per le Olimpiadi della matematica, e nel 1993, a soli 11 anni, ha gareggiato alla 24ª Olimpiade internazionale di fisica a Williamsburg (Virginia), vincendo una medaglia di bronzo. L'anno successivo, spostò la sua attenzione sulla matematica e, dopo essersi classificato secondo alle Australian Mathematical Olympiad, vinse una medaglia d'argento all'Asian Pacific Mathematics Olympiad, prima di vincere una medaglia di bronzo alle Olimpiadi internazionali del 1994, tenutesi a Hong Kong. Ha completato la sua istruzione secondaria lo stesso anno, compiendo 13 anni prima di entrare all'Università dell'Australia Occidentale come il suo studente più giovane di sempre. Venkatesh completò il corso quadriennale in tre anni e divenne, a 16 anni, la persona più giovane a ottenere i First Class Honours (lode di prima classe) in matematica pura dall'Università. È stato insignito del JA Woods Memorial Prize come miglior laureato dell'anno presso le Facoltà di Scienze, Ingegneria, Odontoiatria o Scienze mediche. Mentre era all'UWA è stato anche uno dei membri fondatori della Honours Cricket Association.

### Carriera
Akshay ha iniziato il suo dottorato di ricerca all'Università di Princeton nel 1998 con Peter Sarnak come supervisore, che ha completato nel 2002, producendo la tesi Limiting forms of the trace formula ("Forme limite della formula della traccia"). È stato sostenuto dalla Hackett Fellowship per lo studio post laurea. Ha poi ottenuto una posizione post-dottorato presso il Massachusetts Institute of Technology, dove ha lavorato come istruttore CLE Moore. Venkatesh ha poi tenuto una Clay Research Fellowship presso l'Istituto Clay dal 2004 al 2006 ed è stato professore associato presso il Courant Institute of Mathematical Sciences dell'Università di New York. È stato membro della Scuola di Matematica presso l'Institute for Advanced Study (IAS) dal 2005 al 2006. È diventato professore ordinario presso l'Università di Stanford il 1º settembre 2008. Dopo aver prestato servizio come Distinguished Visiting Professor presso lo IAS nel 2017-2018, torna allo IAS come membro permanente della facoltà a metà agosto 2018.

## Riconoscimenti
- Premio Salem (2007), assegnato a un "giovane matematico che si ritiene abbia svolto un lavoro eccezionale nel campo di interesse di Raphaël Salem — la teoria della serie di Fourier"[20]
- Packard Fellowship (2007)
- premio SASTRA Ramanujan (2008ù9 del valore di 10000 dollari, assegnato per "contributi eccezionali alle aree della matematica influenzate dal grande matematico indiano Srinivasa Ramanujan" e "assegnato solo a chi ha meno di trentadue anni (l'età di Ramanujan alla sua morte)."[3][21] Il premio è stato presentato alla "Conferenza internazionale sulla teoria dei numeri e le forme modulari", tenutasi presso la SASTRA University di Kumbakonam, città natale di Ramanujan.[21]
- Nel 2010 è stato relatore invitato al Congresso internazionale dei matematici (Hyderabad) e ha parlato sul tema della "Teoria dei numeri e teoria di Lie e generalizzazioni".[22]
- Per i suoi contributi eccezionalmente ampi, fondamentali e creativi alla teoria dei numeri moderna, Venkatesh ha ricevuto il Premio Infosys nelle scienze matematiche[23] nel 2016.
- Nel 2017 ha ricevuto il Premio Ostrowski,[24] che viene assegnato ogni due anni per "eccezionali risultati nella matematica pura e nei fondamenti della matematica numerica".[25]
- Medaglia Fields (2018),[5][26] comunemente descritta come il Premio Nobel per la matematica,[27] diventando la seconda persona australiana (dopo Terence Tao)[7] e di origine indiana (dopo Manjul Bhargava)[8] a ricevere tale riconoscimento. La breve citazione per la medaglia dichiara che Venkatesh è stato premiato per "la sua sintesi di teoria analitica dei numeri, dinamica omogenea, topologia e teoria della rappresentazione, che ha risolto annosi problemi in aree come l'equidistribuzione degli oggetti aritmetici".[6] Michael Giudici, professore all'Università dell'Australia Occidentale, ha detto del lavoro del suo ex compagno di classe che "se fosse stato facile per me spiegarlo, allora non avrebbe ricevuto la Medaglia Fields".[27] Il matematico australiano e personalità dei media Adam Spencer ha affermato che "questo secolo sarà costruito dai matematici, che si tratti di programmazione per computer, algoritmi, apprendimento automatico, intelligenza artificiale, progettazione di app e simili" e che "dovremmo riconoscere la magnificenza del mente matematica."[26] Il direttore dell'Australian Mathematical Sciences Institute, il professor Geoff Prince, ha dichiarato: "Akshay è un leader entusiasmante e innovativo nel suo campo, il cui lavoro continuerà ad avere implicazioni ad ampio raggio per la matematica" e un degno destinatario della medaglia Fields "dato il suo contributo al miglioramento della comprensione della teoria analitica dei numeri, teoria algebrica dei numeri e teoria delle rappresentazioni".[28] La lunga citazione per la sua Medaglia Fields descrive Venkatesh come aver "dato profondi contributi a una gamma eccezionalmente ampia di argomenti in matematica" e riconosce di aver "risolto molti problemi di vecchia data combinando metodi provenienti da aree apparentemente non correlate, presentato nuovi punti di vista su problemi classici e prodotto congetture sorprendentemente di vasta portata."[6][29] L'"uso della teoria della dinamica" di Venkatesh, che studia le equazioni degli oggetti in movimento per risolvere problemi nella teoria dei numeri, che è lo studio dei numeri interi, interi e primi, è stato riconosciuto nel premio.[7] "Il suo lavoro utilizza la teoria della rappresentazione, che rappresenta l'algebra astratta in termini di algebra lineare più facilmente comprensibile, e la teoria della topologia, che studia le proprietà delle strutture deformate mediante stiramento o torsione, come un nastro di Möbius".[7] Ha descritto il suo lavoro nel 2016 come "alla ricerca di nuovi modelli nell'aritmetica dei numeri".[7] Quando ricevette il premio, che viene assegnato ogni quattro anni, Venkatesh ha dichiarato: "Molte volte quando fai matematica sei bloccato, ma allo stesso tempo ci sono tutti questi momenti in cui ti senti privilegiato di poter lavorare con essa. Hai questa sensazione di trascendenza, ti senti come se fossi stato parte di qualcosa di veramente significativo."[7]

## Contributi alla matematica
Akshay ha dato contributi a un'ampia varietà di aree della matematica, tra cui la teoria dei numeri, le forme automorfe, la teoria della rappresentazione, gli spazi localmente simmetrici e la teoria ergodica, da solo e in collaborazione con diversi matematici.
Utilizzando metodi ergodici, Venkatesh, insieme a Jordan Ellenberg, ha compiuto progressi significativi sul principio di Hasse per le rappresentazioni integrali di forme quadratiche mediante forme quadratiche.
In una serie di lavori congiunti con Manfred Einsiedler, Elon Lindenstrauss e Philippe Michel, Venkatesh ha rivisitato il metodo ergodico di Linnik e ha risolto una annosa congettura di Jurij Linnik sulla distribuzione delle orbite toroidali collegate ai campi di numeri cubici.
Venkatesh ha anche fornito un modo nuovo e più diretto di stabilire stime di subconvessità per le funzioni L in numerosi casi, andando oltre il lavoro fondamentale di Hardy-Littlewood-Weyl, Burgess e Duke-Friedlander-Iwaniec che si occupava di importanti casi particolari. Questo approccio alla fine ha portato alla risoluzione completa da parte di Venkatesh e Philippe Michel del problema della sub-convessità per le funzioni L GL(1) e GL(2) su campi numerici generali.